# Єдина уніфікована програма дослідження нафт
Єдина уніфікована програма дослідження нафт — програма дослідження нафт нових родовищ, великих і унікальних за складом нафт, яка передбачає встановлення таких даних:
- 1) склад газів, розчинених у нафті, і низькокиплячих вуглеводнів (до С5 включно);
- 2) фізико-хімічну характеристику нафти (густину, в'язкість, температуру спалаху і застигання, коксівність, кислотне число і вміст силікагелевих смол та золи; молекулярну масу, вміст твердих алканів, асфальтенів і склад золи; вміст нафтових кислот і фенолів);
- 3) розгонку нафти і характеристику фракцій;
- 4) вимірювання в'язкості і густини нафти в залежності від температури;
- 5) вміст металів у нафті;
- 6) потенційний масовий вміст (у %) фракцій у нафті;
- 7) характеристику залишків різної глибини відбору від нафти;
- 8) груповий вуглеводневий вміст бензинових фракцій;
- 9) вміст нормальних алканів у бензинових фракціях;
- 10) індивідуальний вуглеводневий вміст бензинових фракцій;
- 11) груповий вуглеводневий склад гасово-газойлевих і оливних дистилятів;
- 12) вихід і вміст рідких алканів у дизельних дистилятах;
- 13) структурно-груповий склад 50-градусних фракцій нафти;
- 14) товарну характеристику бензинових, гасових і дизельних дистилятів;
- 15) характеристику мазутів і гудронів;
- 16) характеристику дистилятних і залишкових базових олив;
- 17) характеристику сировини для вторинних процесів;
- 18) шифр нафти згідно з технологічною класифікацією.